# 1599 en Irlande
Chronologie de l'Irlande
- 1595
- 1596
- 1597
- 1598
- 1599
- 1600
- 1601
- 1602
- 1603

Événements ayant eu lieu au cours de l'année 1599 en Irlande. 

## Événements
- 12 mars - Robert Devereux, 2e comte d'Essex, est nommé lord lieutenant d'Irlande par la reine Élisabeth Ire d'Angleterre.
- 27 mars - Essex quitte Londres avec une grande force pour poursuivre une campagne militaire en Irlande.
- 29 mai - Guerre de neuf ans : Essex capture le château de Cahir à Munster.
- 15 août - Guerre de neuf ans : victoire irlandaise sur les Anglais à la bataille de Curlew Pass.
- 8 septembre - Essex en Irlande : Essex signe une trêve avec Hugh O'Neill, puis quitte l'Irlande contre les instructions de la reine Élisabeth[1].

## Naissances
- 17 avril - Patrick Fleming, érudit ecclésiastique franciscain (mort en 1631)
- Date probable - John Lynch (Gratianus Lucius), prêtre catholique et historien (dc 1677)
- Brian O'Rourke, fils de Tadhg O'Rourke de West Breifne et Mary O'Donnell de Tyrconnell. Décédé dans la Tour de Londres en 1641.

## Décès
- 19 janvier - Richard Bingham, maréchal d'Irlande, décède à son arrivée à Dublin
- 15 août - Conyers Clifford, commandant anglais, tué à Curlew Pass
- 14 décembre - Joan Boyle, première épouse de Richard Boyle, 1er comte de Cork (née en 1578)
- 31 décembre - John Houling, jésuite, de la peste à Lisbonne, (bc 1539)